# خولیو مدم
خولیو مِدِم (اسپانیایی: Julio Medem‎؛ زادهٔ ۲۱ اکتبر ۱۹۵۸) کارگردان، فیلم‌نامه‌نویس، تدوین‌گر و تهیه‌کننده فیلم اهل اسپانیا است.

## گزیدهٔ فیلم‌شناسی
- درخت خون (۲۰۱۸)
- اتاق در رم (۲۰۱۰)
- آنای آشفته (۲۰۰۶)
- لوسیا و سکس (۲۰۰۱)
- عشاق مدار شمالگان (۱۹۹۸)
- زمین (۱۹۹۶)
- سلام، تنهایی؟ (۱۹۹۵)
- سنجاب قرمز (۱۹۹۳)
- گاوها (۱۹۹۱)